# نشيد أولمبي
النشيد الأولمبي (باليونانية: Ολυμπιακός Ύμνος)‏ (حرفياً: أولمبياكوس إيمنوس) هو نشيد من نمط كنتاتا يُغنّى فردياً أو من الجوقة. كرمز من الرموز الأولمبية، يُغنّى النشيد في المراسم الاحتفالية أثناء افتتاح واختتام الألعاب الأولمبية.
استخدم النشيد لأول مرة في الألعاب الأولمبية الصيفية 1896 في أثينا، وهو من تأليف موسيقار الأوبرا اليوناني سبيريدون ساماراس Spyridon Samaras، ومن كلمات الشاعر اليوناني كوستيس بالاماس Kostis Palamas؛ ووقع الاختيار عليهما من طرف ديميتريوس فيكيالاس Demetrius Vikelas، أول رئيس للجنة الأولمبية الدولية IOC.
بعد اعتماده رسمياً من IOC سنة 1958، يعزف النشيد بشكل رسمي منذ سنة 1960 في كافة الألعاب الأولمبية في حفل الافتتاح أثناء رفع العلم الأولمبي؛ وكذلك عند حفل الاختتام أثناء إنزال العلم.
يمكن للنشيد أن يغنى باللغة اليونانية، أو بلغة البلد المضيف بترجمة رسمية معتمدة، أو أن يعزف باستخدام الآلات الموسيقية فقط.

## اقرأ أيضاً
- رموز أولمبية